# Belurgi, Afzalpur
Belurgi là một làng thuộc tehsil Afzalpur, huyện Gulbarga, bang Karnataka, Ấn Độ.